# 周履謙
周履謙（？年—？年），字斐谷，廣西靈川縣人，由舉人，嘉慶三年署順慶府通判。是一位政治人物，明清時曾在四川順慶府岳池縣（位於今四川東北部，武周萬歲通天二年分南充、相如二縣置，是一個千年古縣）擔任官吏。